# Prywatna praktyka (seria 2)
Premiera pierwszego odcinka drugiego sezonu serialu pt. Prywatna praktyka miała miejsce w USA 1 października 2008 r.

## „A Family Thing”
- Premiera (USA): 1 października 2008
- Reżyseria: Mark Tinker
- Scenariusz: Shonda Rhimes
- Gościnnie wystąpili: David Sutcliffe (Kevin), Amy Acker (Molly), Blake Robbins (Mark), Cheryl White (Robin), Tyler Patrick Jones (Dean)
- Oficjalny polski tytuł: „Sprawy rodzinne”

### Streszczenie
Naomi ukrywa przed wszystkimi problemy finansowe kliniki. Cooper chce powiedzieć Violet o jego związku z Charlotte, ale ona mu zabrania. Naomi łamie prawo etyczne, aby ratować klinikę. Metodą in-vitro zapładnia kobietę, której pierwsze dziecko potrzebuje krwi pępowinowej. O złej sytuacji kliniki dowiadują się wszyscy lekarze. Addison nie potrafi wybrać między Pete’em a Kevinem. Dell odchodzi z kliniki.

### Muzyka
- „Groove is in the Heart” – Deee-Lite
- „10 AM Automatic” – The Black Keys
- „Dizzy Spells” – Ryan Auffenberg
- „Maybe Maybe” – Nico Stai
- „Mercy, Mercy” – Don Covay & The Goodtimers
- „On and On and On” – Wilco

## „Equal and Opposite”
- Premiera (USA): 8 października 2008
- Reżyseria: Tom Verica
- Scenariusz: Mike Ostrowski
- Gościnnie wystąpili: Fran Kranz (Brian), Tom Amandes (Charlie), Ian Nelson (Kirk), Kimberly Kevon Williams (Jodie), Zoe Perry (Lisa)
- Oficjalny polski tytuł: „Tajemnice”

### Streszczenie
Naomi jest zła na Addison, gdyż ta powiedziała o kłopotach finansowych kliniki Samowi. Naomi zostaje usunięta z zarządu. Violet korzysta z usług nowej maszyny Pete’a. Cooper przyznaje się Violet, że od dłuższego czasu spotyka się z Charlotte. Addison nie może się doczekać telefonu od Kevina, więc postanawia sama do niego zadzwonić. Pete zaciąga do łóżka nowa recepcjonistkę, Oceans.

### Muzyka
- „Shake It Up” – The Cars
- „Flicker” – Kathryn Williams
- „Here’s Where the Story Ends” – The Sundays
- „Home” – Foo Fighters

## „Nothing to Talk About”
- Premiera (USA): 22 października 2008
- Reżyseria: Helen Shaver
- Scenariusz: Shonda Rhimes, Ayanna Floyd
- Gościnnie wystąpili: David Sutcliffe (Kevin), Audrey Wasilewski (Janet), Ernie Hudson (Frank), Joe Nieves (Greg), Leslie Hope (Linda)
- Oficjalny polski tytuł: „Nie ma o czym mówić”

### Streszczenie
Cały personel kliniki jest obrażony na Addison. Postanawia ona więc skorzystać z oferty Charlotte, która poprosiła ją o wykonanie kilku operacji w szpitalu. Przez przypadek spotyka Della, który teraz tam pracuje. Naomi znowu uprawia seks z Samem. Policjant Kevin przeprasza Addison, że do niej nie oddzwaniał i umawia się z nią na randkę. Dell postanawia wróć do Oceanside Wellness Center, ale pod kilkoma warunkami. Kevin zabiera Addison na randkę na strzelnicę.

### Muzyka
- „What’d I Say” – Elvis Presley
- „Walk Away” – Sonya Kitchell
- „Little Tornado” – Aimee Mann
- „Good Times Roll” – The Cars

## „Past Tense”
- Premiera (USA): 29 października 2008
- Reżyseria: Michael Pressman
- Scenariusz: Craig Turk
- Gościnnie wystąpili: David Sutcliffe (Kevin), Jayne Brook (Meg), Rebecca Lowman (Nicole), Rome Shadanloo (Sharbat)
- Oficjalny polski tytuł: „Czas przeszły”

### Streszczenie
Naomi i Sam nie potrafią zdecydować, kto ma zarządzać Oceanside Wellness Center. Wszyscy są zadowoleni z powrotu Della do kliniki. Pracownicy kliniki mając dość kłótni, więc postanawiają sami zagłosować, kto ma zarządzać kliniką. Wybierają Addison. Cooper chce bliżej poznać Charlotte, a nie tylko uprawiać z nią seks. Pete’a niespodziewanie odwiedza Megan, która chce, żeby wyjechał z nią do Ghany jako lekarz bez granic. Addison ulega Kevinowi i uprawia z nim seks na podłodze.

### Muzyka
- „The Cars” – Luscious Jackson
- „From Father To Son” – Tim Meyers
- „Cry Baby” – Dukes Of Daville

## „Let It Go”
- Premiera (USA): 5 listopada 2008
- Reżyseria: Michael Zinberg
- Scenariusz: Lauren Schmidt
- Gościnnie wystąpili: Geffri Maya (Maya), Jayne Brook (Meg), Erin Way (Jenna), Jack Briggs (Nick), Ming-Na (Kara),
- Oficjalny polski tytuł: „Ostatnie pragnienie”

### Streszczenie
Addison szuka sposobu na uratowanie kliniki. Śmiertelnie chora Jenny chce zapłodnienia in-vitro. Wszyscy, poza panią ginekolog, chcą wykonać ten zabieg. Do Violet zgłasza się jej koleżanka, która prosi o zniszczenie swojej dokumentacji zdrowotnej. Sam i Naomi nie potrafią zdecydować o wspólnym zamieszkaniu. Megan wyjeżdża do Afryki, obiecując Peterowi, że do niego wróci.

### Muzyka
- „Burning Down The House” – Talking Heads
- „Hit It and Quit It” – Funkadelic
- „Crash” – The Primitives
- „Be The Only One” – Holly Palmer
- „Burn Brightly” – Sonya Kitchell

## „Serving Two Masters”
- Premiera (USA): 19 listopada 2008
- Reżyseria: Joanna Kerns
- Scenariusz: Emily Halpern
- Gościnnie wystąpili: Alexandra Holden (Laura), Alexis Denisof (Daniel), Bess Wohl (Amy), Billy Dee Williams (Henry), Kim Hamilton (Frances)
- Oficjalny polski tytuł: „Zaufanie”

### Streszczenie
Addison ma dwie pacjentki w ciąży, które mają tego samego męża, ale o tym nie wiedzą. Jedna z nich musi dokonać wyboru – urodzić dziecko z chorobą genetyczną czy usunąć ciążę. Violet odkrywa tajemnice Charlotte, która, wynająwszy od Oceanside Wellness Center poddasze, zamierza stworzyć własną praktykę. Nie powiedziała o tym Cooperowi. Okazuje się, że Dell ma córkę, co jest zaskoczeniem dla wszystkich. Kevin wyznaje Addison, że ją kocha, ale ona nie potrafi mu tego samego wyznać. Copper i Charlotte są oficjalnie parą, w co nie mogą uwierzyć pozostali lekarze. Addison staje się zazdrosna, gdyż znalazła w telefonie Kevina 5 nieodebranych połączeń od Leslie. Postanawia go śledzić i zostaje aresztowana. Okazuje się, że Leslie to oficer policji. Addison postanawia wyjaśnić Kevinowi, dlaczego jest jej trudno zaufać mężczyznom. Opowiada o swoim małżeństwie oraz o zdradzie z najlepszym przyjacielem męża.

### Muzyka
- „Give It To Me Baby” – Rick James
- „TKO” – Le Tigre
- „Robin In The Snow” – Sonya Kitchell
- „Mad About You” – Belinda Carlisle

## „Tempting Faith”
- Premiera (USA): 26 listopada 2008
- Reżyseria: James Frawley
- Scenariusz: Jon Cowan, Robert L. Rovner
- Gościnnie wystąpili: David Sutcliffe (Kevin), Geffri Maya (Maya), Grant Show (Dr. Archer Forbes Montgomery), Jayne Brook (Meg), Cullen Douglas (Hal), Darby Stanchfield (Tess), Scott Michael Campbell (Gregory)
- Oficjalny polski tytuł: „Kuszenie wiary”

### Streszczenie
Pacjentką klinki jest kobieta, która spodziewa się trojaczków. Dwoje z nich ma wspólną tętnicę. Addison niespodziewanie odwiedza jej brat, Archer. Violet powiedziała Cooperowi, że Charlotte otwiera klinikę na poddaszu Oceanside Wellnesss Center. Kevin zostaje postrzelony podczas akcji policyjnej. Chce zerwać z Addison po rozmowie z jej bratem, który uważa, że związał się z nią dla pieniędzy. Naomi spędza noc z Archerem. Ta wiadomość dociera do Sama, który uderza Archera w klinice. Megan wraca do Los Angeles. Prosi Petera, aby pomógł jej rzucić palenie. Violet ma pacjenta, który jest pedofilem. Kevin mówi Addison o rozmowie z jej bratem. Cooper zrywa z Charlotte.

### Muzyka
- „Steal My Sunshine” – Len
- „Satisfied” – The Nouvellas
- „Panic And The Should” – Nico Stai
- „Ladies ‘N’ Gents” – Suga Rush
- „As Much As You Lead” – Lex Land

## „Crime and Punishment”
- Premiera (USA): 3 grudnia 2008
- Reżyseria: Mark Tinker
- Scenariusz: Shonda Rhimes
- Gościnnie wystąpili: Andy Milder (Doug), Brian Benben (Sheldon), David Sutcliffe (Kevin), Jayne Brook (Meg), Ivar Brogger (Ronald), Joan McMurtrey (Jennifer), Noah Bean (Sean)
- Oficjalny polski tytuł: „Zbrodnia i kara”

### Streszczenie
Addison i Charlotte zajmują się kobietą w zaawansowanej ciąży w stanie śpiączki, której mąż nie chce się zgodzić na cesarskie cięcie. Uważa on, że poród naturalny może spowodować wybudzenie jej ze śpiączki. Życie dziecka i matki jest zagrożone, więc Addison wykonuje operację. Udaje jej się uratować tylko dziecko.
Megan wykonuje pierwszą aborcje w klinice. Nie podoba się to Dellowi, który jest przeciwnikiem usuwania ciąży. Pacjent Violet, Doug, zabił swoją żonę. Nie jest jednak pewna swojej opinii o Dougu, więc prosi o poradę Kevina. Charlotte przeprasza Coopera, że nie powiedziała mu o klinice.

### Muzyka
- „You Have Been Loved” – Sia
- „Achin’ All The Time” – Ray Lamontagne

## „Know When To Fold”
- Premiera (USA): 10 grudnia 2008
- Reżyseria: Jeff Melman
- Scenariusz: J.B. Klaviter
- Gościnnie wystąpili: Brian Benben (Sheldon), Sarah Drew (Judy), Ione Skye (Monica), Jeffrey Pierce (Ray), David Sutcliffe (Kevin), Jay Harrington (Wyatt), Meredith Monroe (Leah)
- Oficjalny polski tytuł: „Konkurencja”

### Streszczenie
Charlotte otwiera konkurencyjną klinikę, Pacyfic Wellcare. Sam i Peter kradną pacjenta byłej dziewczyny Coopera. Jest nim Ray Daniels, który chce wystartować w wyścigu rowerowym, ale ma problem z kolanem. Żona kolarza, Monica, uważa, że wyścig zabije męża, gdyż ma on problemy z sercem i dlatego zakończył karierę sportową. Lekarzom udaje się uwolnić kolarza od bólu. Wygrywa on wyścig, ale po przekroczeniu mety umiera.
Violet umawia się na randkę z Sherwood, psychologiem z konkurencyjnej kliniki. Niestety, po wspólnie spędzonym wieczorze, nie będzie to nic poza przyjaźnią. Charlotte podejrzewa, że może być w ciąży. Okazuje się, że miała jedynie zatrucie pokarmowe.
Pacjentka Addison, Leah, ma raka jajników II stopnia, ale bardzo chce mieć dziecko. Lekarka proponuje usunięcie jajowodów i macicy, jednak pacjentka chce opinii innego lekarza. Dr Lockhart daje kobiecie fałszywą nadzieję. Addison wykonuje operację ratującą życie Leah.
Violet znowu jest sama i całuje się namiętnie z Pete’em. Dell wpada na pomysł, aby w klinice powstał oddział adopcyjny. Pierwszą pacjentką jest Jude, która chce oddać swoje nienarodzone dziecko do adopcji, ale nadal się waha.

### Muzyka
- „Seether” – Veruca Salt
- „All For Love” – Serena Ryder
- „I Might Be Crying” – Tanita Tikaram
- „Here Goes Something” – Nada Surf

## „Worlds Apart”
- Premiera (USA): 17 grudnia 2008
- Reżyseria: Bethany Rooney
- Scenariusz: Steve Blackman
- Gościnnie wystąpili: Jayne Brook (Meg), Siena Goines (Claudia), Ginny Weirick (Carley), Sean Bridgers (Frank), David Sutcliffe (Kevin), Jay Harrington (Wyatt), Joey Wagner Luthman (Porter)
- Oficjalny polski tytuł: „Różne światy”

### Streszczenie
Pacjentem Coopera jest Porter, który jest cukrzykiem. Nastoletni chłopiec ma infekcję obok swojej pompy insulinowej. Cooper dowiaduje się od chłopca o jego ucieczce z domu wraz ze swoim ojcem Frankiem. Powodem tej ucieczki było znęcanie się jego ojczyma nad Porterem. Pediatra pomaga chłopcu i jego ojcu uciec ze szpitala przed policją.
Violet przespała się z Pete’em i mówi o tym Cooperowi. Niespodziewanie wraca do Los Angeles Meg, która przypadkowo widzi, jak Peter całuje się z Violet.
Dr Lockhart stara się przekonać Naomi, aby zapłodniła jego pacjentkę metodą in-vitro. Jest nią Claudia, która miała raka, a teraz chce starać się o dziecko. Naomi nie potrafi się zdecydować, czy chce pracować w praktyce Charlotte.
Carla zostaje ciężko pobita przez swojego klienta. Jest ona pacjentką Addison, która ratuje jej życie. Dziewczyna jest call-girl, która nie chce skończyć z prostytucją. Kevin zrywa z Addison.

### Muzyka
- „Goodbye Girl” – Squeeze
- „Swing Gently” – Leona Naess

## „Contamination”
- Premier (USA): 8 stycznia 2009
- Reżyseria: Kate Woods
- Scenariusz: Fred Einesman
- Gościnnie wystąpili: Brian Benben (Sheldon), Jay Harrington (Wyatt), Sharon Leal (Sonya), Siena Goines (Claudia), Jillian Armenante (Arlene), Hailey Sole (Betsy-córka Della), Agnes Bruckner (Heather), Ian Bodell (Jeffrey), Jackson Lee Wurth (Michael), Joshua Rush (Will)
- Oficjalny polski tytuł: „Zagrożenie”

### Streszczenie
Naomi przeprowadza pierwszy etap transplantacji zdrowych tkanek jajników u Claudii. Lekarka potrzebuje pomocy Addison przy pacjentce Wyatta.
Pacjentem Coopera jest Michael, który jest chory na odrę. Matka chłopca nie chciała go zaszczepić. Uważała, że po zaszczepieniu swojego najstarszego syna Jeffreya, zachorował on na autyzm. Nie chce więc zaszczepić trzeciego dziecka, Willa, ale Cooper, wbrew jej woli, szczepi chłopca. Niestety Michael umiera w szpitalu.
Dell chce wyłącznej opieki nad swoją córką Betsy. Cooper nie może uwierzyć, że Violet sypia z Pete’em.
W klinice jest kontrola z Departamentu Zdrowia w związku z chorym na odrę chłopcem i możliwą epidemią. Sam umawia się na randkę z Sonyą, lekarką, która przeprowadzała kontrolę.
Addison tęskni za Kevinem. Violet nie chce się zaangażować w związek z Pete’em. Chce jedynie seksu i nic poza tym. O ich romansie wiedzą już wszyscy w klinice. Niespodziewanie Violet odwiedza Sheldon.

### Muzyka
- „Something’s Got A Hold On Me” – Etta James
- „Gone Away” – Lucy Schwartz
- „Seconds Ago” – Bryn Christopher

## „Homeward Bound”
- Premiera (USA): 15 stycznia 2009
- Reżyseria: Mark Tinker
- Scenariusz: Sal Calleros
- Gościnnie wystąpili: Brian Benben (Sheldon), David Sutcliffe (Kevin), Geffri Maya (Maya), Jay Harrington (Wyatt), Sharon Leal (Sonya), Elaine Kagan (Annette), Matthew John Armstrong (Daron), Patricia McCormack (Cynthia), Tim Guinee (Seth), Darcy Rose Byrnes (Gracie)
- Oficjalny polski tytuł: „Budowanie więzi”

### Streszczenie
Sam spotyka się z Sonyą. Naomi jest zazdrosna o nową kobietę jej byłego męża.
Do kliniki przychodzi Daron wraz z dziećmi na rutynowe badania. Wszyscy są chorzy na mukowiscydozę. Podczas tych badań Cooper wykrywa groźną infekcję wirusową płuc Grace, która oznacza dla niej śmierć. Wyatt chce pomóc Addison w znalezieniu antybiotyku dla dziewczynki. Niestety, na tego wirusa nic nie działa. Ojciec musi wybierać między swoim synem Julianem a swoją córką. Przebywanie z córką w szpitalu oznacza dla niego śmierć, gdyż nie ma żadnego lekarstwa. Daron oddaje Juliana Addison, a sam idzie do swojej córeczki. Nie chce on, aby umierała w samotności.
King leci samolotem do Alabamy, gdyż jej ojciec ma raka płuc i powoli umiera. Charlotte nie chce, aby jej ojciec męczył się, więc postanawia odłączyć respirator. Niestety, nie jest na tyle silna, aby to zrobić. Cały czas jest przy niej Cooper, który ją czule wspiera w trudnej sytuacji. Odłącza on ojca Charlotte od respiratora.
Wyatt chce się umówić na randkę z Addison, ale ona się nie zgadza. W podziękowaniu za pomoc, Montgomery całuje Wyatta. Violet przyznaje się do sypiania z dwoma mężczyznami: z Pete’em i Sheldonem. Addison znowu jest z Kevinem, ale nie wie, czy ten związek ma sens. Pacjentką Sama jest Cynthia, która ma krótkie utraty przytomności. Nie chce się ona przeprowadzić do swojego syna na Florydę. Cynthia wyznaje swojemu synowi Sethowi, że jest lesbijką. Seth nie potrafi się z tym faktem pogodzić.

### Muzyka
- „Don’t” – Rachael Yamagata
- „Don’t Give Up” – Clare Reynolds
- „Love Is All We Have” – Jesca Hoop
- „Devil’s Thunder” – Rachael Cantu

## „Nothing To Fear”
- Premiera (USA): 22 stycznia 2009
- Reżyseria: Allison Liddi
- Scenariusz: Jon Cowan, Robert Rovner
- Gościnnie wystąpili: Brian Benben (Sheldon), David Sutcliffe (Kevin), Grant Show (dr Archer Forbes Montgomery), Jay Harrington (Wyatt), Sarah Drew (Judy), Joel Grey (dr Alexander Ball), Susan Ruttan (Nora)
- Oficjalny polski tytuł: „Nic strasznego”

### Streszczenie
Addison wyznaje Kevinowi, że pocałowała Wyatta. Nie jest w nim już zakochana, więc postanawiają zerwać ze sobą. Montgomery idzie do gabinetu Wyatta i zastaje tam swojego brata Archera, który kochał się z Naomi.
Podczas porodu dziecka Judy występują komplikacje. Synek, którego chce oddać do adopcji, ma przepuklinę brzuszną i kłopoty z oddychaniem. Rodzice adopcyjni nie chcą podjąć decyzji o operacji dziecka, więc Judy ją podpisuje. Sinclaires decydują się na adopcję dziecka Judy.
Pacjentem Sama i Petera jest Aleksander, który ma raka trzustki w IV stadium z przerzutami. Naświetlenia i chemioterapia nie spowodowały poprawy i zostało mu parę tygodni życia. Aleksander prosi lekarzy, aby pomogli mu umrzeć i chce morfinę. Peter daje mu strzykawkę z narkotykiem, a on sam ją sobie wstrzykuje. Aleksander umiera w ramionach Petera.
Violet jest w ciąży, ale nie wie czy jest to dziecko Sheldona, czy Petera. Nadal spotyka się jedynie z Sheldonem. Pacjentką Violet jest Nora, która ma agorafobię. Tina, córka Nory, prosi lekarkę, aby przekonała jej matkę do przyjścia na jej ślub.
Charlotte chce wyjść za mąż za Coopera. Zależy jej, aby wziąć szybki ślub w Las Vegas.

### Muzyka
- „Bizarre Love Triangle” – Frente
- „Orchids” – Maria Taylor
- „Angel Flying Too Close to the Ground” – Beth Rowley
- „Fljotavik” – Sigur Ros

## „Second Chances”
- Premiera (USA): 29 stycznia 2009
- Reżyseria: James Frawley
- Scenariusz: Craig Turk
- Gościnnie wystąpili: Brian Benben (Sheldon), Grant Show (Archer), Sharon Leal (Sonya), Christopher Gartin (Keith), Diane Venora (Sharon)
- Oficjalny polski tytuł: „Druga szansa”

### Streszczenie
Brat Addison, Archer, przyjeżdża do Los Angeles. Rozpoczyna pracę w konkurencyjnej klinice, Pacific Wellcare. Nie podoba się to jego siostrze. Addison chce, aby jej brat nie wtrącał się w jej życie prywatne.
Violet nie chce powiedzieć Sheldonowi i Peterowi, że jest w ciąży, ponieważ żaden z mężczyzn nie chce mieć dzieci. Charlotte przeprasza Coopera, ale on postanawia się przeprowadzić do Violet.
Addison i Archer pracują razem przy pacjentce Jane Williams, która ma udar i jest w 33 tygodniu ciąży.
Pacjentka Naomi, Sharon prosi o zapłodnienie in-vitro embrionami swojej córki i jej męża. Oboje zginęli w wypadku samochodowym. Violet uważa, że nie powinna tego zrobić. Terie, jej córka, nienawidziła swojej matki, a ona chce urodzić swojego wnuka. Violet zmienia jednak zdanie po rozmowie z Sharon, która chce być teraz lepszą matką.
Keith, pacjent Petera, który jest nosicielem żółtaczki typu C i narkomanem, wpada w furię w gabinecie Pete’a i rani Della.
Sam ma lęk przed astmą, co powoduje u niego problem z uprawianiem seksu z Sonyą. Prosi o radę Naomi, która idzie do Petera po zioła dla niego. Archer nadal spotyka się z przyjaciółką Addison.

### Muzyka
- „Last Train Home” – David Mead
- „100 Yard Dash” – Raphael Saadiq
- „Loneliest Man in the World” – Max Morgan

## „Acceptance”
- Premiera (USA): 5 lutego 2009
- Reżyseria: Steve Gomer
- Scenariusz: Michael Ostrowski
- Gościnnie wystąpili: Brian Benben (Sheldon), Grant Show (Archer), Alyssa Shafer (Patty), Patrick Dempsey (Derek Shepherd)
- Oficjalny polski tytuł: „Akceptacja”

### Streszczenie
Archer, podczas zabawy w łóżku z Naomi, dostaje ataku. Zostaje odwieziony do szpitala, ale odmawia leczenia. Archer wyznaje Naomi, że ma nieoperacyjnego guza. Zabrania powiedzieć o jego chorobie Addison. Naomi nie potrafi utrzymać tajemnicy Archera i mówi o wszystkim Addison. Archer zostaje poddany kolejnym badaniom. Okazuje się, że ma torbiel pasożytów w głowie, a jego pęknięcie oznacza śmierć. Brat Addison nie chce, aby operował go Derek. Archer dostaje kolejnego ataku w domku na plaży. Lekarze wprowadzają go w stan śpiączki farmakologicznej. Siostra Archera dzwoni do Dereka i prosi o pomoc. Addison wraz z Naomi wiozą Archera do Seattle Grace.
Turner przyznaje się Dellowi, że jest w ciąży. Prosi go o zrobienie USG. Ma atak paniki, więc Dell pomaga Violet się uspokoić. Radzi jej, aby powiedziała o dziecku ojcu. Violet mówi Peterowi i Sheldonowi, że jest w ciąży i nie wie, kto jest ojcem. Postanawia urodzić dziecko.
Rodzice porzucają Patty, dziewczynkę, która ma mieć operację rekonstrukcji kolana. Cooper troskliwie się nią opiekuje. Operacja Patty się powiodła, więc zajmuje się nią opieka społeczna. Cooper przyznaje się Charlotte, że pomaga Violet, bo jest w ciąży.

### Muzyka
- „A Perfect Day” – Matt Hires
- „Stone’s Throw” – Gavin Thorpe
- „Everything I’ve Got” – Iain Archer

## „Ex-Life”
- Premiera (USA): 12 lutego 2009
- Reżyseria: Mark Tinker
- Scenariusz: Jon Cowan, Robert Rovner, Krista Vernoff, Debora Cahn
- Gościnnie wystąpili: Justin Chambers (dr Alex Karev), Chandra Wilson (dr Miranda Bailey), James Pickens (dr Richard Webber), Eric Dane (dr Mark Sloan), Patrick Dempsey (dr Derek Shepherd), Jennifer Westfeldt (Jen), Ben Shenkman (Rob), Abigail Spencer (Rachel), Steven W. Bailey (Joe), Grant Show (Archer)
- Oficjalny polski tytuł: „Dawne życie”

### Streszczenie
Wszyscy w Los Angeles czekają na wiadomość o stanie Archera.
Derek zostaje wezwany do Jen, która ma problem z oddychaniem. Addison bada kobietę i okazuje się, że jej nienarodzone dziecko ma silną anemię i zastoinową niewydolność serca. Derek wymusza na Addison operację na sercu dziecka Jen. Czuje się winny, że w czasie jej wcześniejszej operacji naciął jej tętniaka i wymagała ona transfuzji krwi, co prawdopodobnie spowodowało pogorszenie stanu dziecka. Po operacji płodu, Jen mówi bez sensu.
Do Coopera przychodzi Rachel z dzieckiem, które wpadło do wanny. Violet diagnozuje u kobiety depresję poporodową.
Sam ma atak astmy. Naomi uważa, że był to atak paniki. Po przeprowadzaniu badań przez Mirandę okazuje się, że napełniony wcześniej inhalator z propenalem na bazie kukurydzy spowodował atak astmy. Sam ma na niego uczulenie.
Archer nalega na tomografię, ale Derek nie chce się zgodzić. Webberowi zależy na opublikowaniu operacji brata Addison w czasopiśmie medycznym. Zleca on zrobienie badań Mirandzie. Archer, po oglądnięciu swojej tomografii uważa, że nadal ma torbiele i powoli umiera. Przeprasza Sloana, że sypiał z paroma jego dziewczynami w czasie studiów oraz Sama, że rozbił jego auto. Derek, po przejrzeniu wyników brata Addison mówi wszystkim, że Archer będzie żył, a na zdjęciach to tylko płyn mózgowy, a nie torbiele.

### Muzyka
- „(There’s) Always Something There to Remind Me” – Naked Eyes
- „Bird In A Small Cage” – Patrick Watson
- „Lullaby” – Rosi Golan
- „Worried” – Tyler Ramsey

## „Wait and See”
- Premiera (USA): 19 lutego 2009
- Reżyseria: Michael Zinberg
- Scenariusz: Steve Blackman
- Gościnnie wystąpili: Brian Benben (Sheldon), Grant Show (Archer), Sharon Leal (Sonya), Alexandra Lydon (Eleanor), Emma Caulfield (Leanne), Erik Palladino (Mitch), Leonard Roberts (Ryan), Marin Hinkle (Beverly)
- Oficjalny polski tytuł: „Zdrada”

### Streszczenie
Addison wraca z Seattle do Los Angeles. W kuchni przez przypadek przyłapuje swojego brata, który całuje się namiętnie z kobietą. Kolejny raz siostra Archera nakrywa go na seksie, tym razem z Charlotte. Addison ma dość ukrywania zdrad swojego brata. Postanawia o wszystkim powiedzieć Naomi. Archer bez pożegnania wyjeżdża do Nowego Jorku.
Leanne, pacjentka Addison, rodzi zdrowe dziecko, które jest hermafrodytą. Naomi przeprowadza badania genetyczne i hormonalne dziecka. Wynika z nich, że niemowlę jest dziewczynką i ma niedobór enzymu 11-beta-hydroksylazy, który powoduje nadprodukcję testosteronu. Początkowo rodzice chcą, aby ich dziecko było chłopcem, chociaż tylko 30% takich dzieci wyrasta na chłopców. Addison nie jest w stanie zmienić płci dziecka na chłopca. Leanne podejmuje decyzje wbrew swojemu mężowi, aby poczekać z operacją korygującą płeć.
Sonya wypytuje Sama, dlaczego pojechał do Seattle i co tam robił. Podczas chwili uniesienia, Sam zwraca się do Sonyi „Naomi”.
Sheldon szuka psychologa, który poprowadzi z nim terapię grupową dla małżeństw. Proponuje to Violet, która się zgadza. Przez przypadek na schodach Violet widzi, jak Ryan i Eleanora się całują. Mają ze sobą romans. Violet i Sheldon namawiają ich, aby powiedzieli o wszystkim swoim współmałżonkom. W czasie terapii, zdrada wychodzi na jaw i mąż Eleanory odchodzi od niej.
Charlotte proponuje wspólne zamieszkanie Cooperowi, ale on odmawia. King przyznaje się Cooperowi, że zdradziła go z Archerem Montgomerym. On przebacza jej zdradę i mówi Charlotte, że nadal są parą, mimo że mieszka z Violet.
Pacjentka Pete’a – Beverly, która ma chłoniaka w drugim stadium, pomimo skierowania do najlepszego onkologa w mieście, boi się leczenia i śmierci.

### Muzyka
- „Young and Lovestruck” – Get Cape. Wear Cape. Fly
- „Be Here Now” – Ray LaMontagne
- „I Love You More Than Words Can Say” – Otis Redding

## „Finishing”
- Premiera (USA): 12 marca 2009
- Reżyseria: Donna Deitch
- Scenariusz: Shonda Rhimes
- Gościnnie wystąpili: Josh Hopkins (dr Noah Barnes), Amanda Detmer (Morgan Gellman), Sharon Leal (Sonya), Amber Benson (Jill), Kathe Mazur (Terri), Vince Grant (Greg), Lyrica Woodruff (Annie), Brian Benben (Sheldon).
- Oficjalny polski tytuł: „Zauroczenie”

### Streszczenie
Addison przez przypadek poznaje Noaha Barnesa, chirurga dziecięcego, który zaczyna się jej podobać. Montgomery prowadzi ciążę Morgan, która już raz poroniła. Nieoczekiwanie, podczas wizyty u Morgan, Addison poznaje jej męża, którym jest Noah Barnes.
Sheldon i Pete chcą, aby Violet zrobiła test na ojcostwo swojego dziecka. Kobieta boi się go zrobić i nie jest na to jeszcze gotowa. Cooper często mówi do brzucha Violet.
Pacjentką Violet jest Jill, która została zgwałcona. Dziewczyna ma amnezję i nie pamięta twarzy swojego oprawcy. W klinice ma ona atak paniki. Dzięki terapii psychologa wskazuje sprawcę gwałtu.
Annie ma guza w sercu. Dziewczynka jest pacjentką Coopera. Nie chce się poddać kolejnej operacji i woli umrzeć w domu. Cooper nie jest zachwycony, że dr Barnes chce wykonać operację wbrew decyzji rodziców i Annie. Noah, po rozmowie z Addison, zmienia decyzję. Nie będzie operował dziewczynki.
Sonya nie potrafi wybaczyć Samowi, że podczas seksu powiedział do niej Naomi. Sam zrywa z nią.

### Muzyka
- „Happiness” – Fray
- „Love to Love You Less” – Nikka Costa

## „What Women Want”
- Premiera (USA): 19 marca 2009
- Reżyseria: Donna Deitch
- Scenariusz: Shonda Rhimes
- Gościnnie wystąpili: Josh Hopkins (Noah), Amanda Detmer (Morgan), Amanda Foreman (Katie), Agnes Bruckner (Heather), Jamie Thomas King (Brandon), Jana Kramer (Lyla)
- Oficjalny polski tytuł: „Pragnienia kobiet”

### Streszczenie
Stan zdrowia Morgan pogarsza się, kobieta ma infekcję nerek. Noah dzwoni do Addison, aby zbadała jego żonę.
Do Coopera przychodzi jego dawny pacjent, Brandon, którego boli gardło. Sam po wykonaniu badań mężczyzny odkrywa guzek. Po zrobieniu biopsji okazuje się, że chłopak ma raka, którego wywołał wirus brodawczaka HPV. Brandon zaraził się wirusem od swojej dziewczyny Lyli, która jest jego nosicielem. Po wykonaniu biopsji okazuje się, że Brandon ma IV stadium raka, który rozprzestrzenił się na kość żuchwową. Sam i Cooper mają różne zdanie w sprawie metody leczenia Brandona. Cooper uważa, że lepszym rozwiązaniem będzie chemioterapia i naświetlania. Natomiast Sam sądzi, że większe szanse ma usuwając część żuchwy.
Heather dostała awans w Saint Louis. Chce się przeprowadzić razem z Betsy do Missouri. Dell nie chce się zgodzić na wyjazd swojej córki.
Katie przychodzi na badanie USG. Addison w czasie badania stwierdza, że dziecko jest martwe. Kobieta nie chce uwierzyć, że jej dziecko nie żyje i nie chce się poddać zabiegowi usunięcia płodu.
Sam jest zazdrosny o Naomi, która umawia się na randkę z innymi mężczyznami. Nie daje jej numeru telefonu Bryce’owi.
Noah wyznaje Addison, że jest w niej zakochany. W takiej sytuacji lekarka nie chce prowadzić ciąży Morgan.
Violet idzie do domu Katie. Prosi kobietę, aby przyszła następnego dnia na USG.
Dell chce porozmawiać ze swoją byłą dziewczyną, ale zastaje jedynie puste mieszkanie.
Noah przychodzi do klinki. Prosi Addison, aby dalej prowadziła ciążę jego żony.
Brandon dostaje krwotoku. Oznacza to, że guz dotarł do tętnicy szyjnej i w szybkim tempie się rozrasta.
Katie przychodzi do kliniki. Addison stwierdza, że kobieta ma pierwsze objawy zakażenia. Należy jak najszybciej wykonać łyżeczkowanie macicy. Katie nie wyraża zgody na zabieg. Violet nie chce uznać kobiety za niepoczytalną. Po rozmowie z Dellem, Katie poddaje się zabiegowi łyżeczkowania. Dociera do niej, że jej dziecko nie żyje.
Lyla, dziewczyna Brandona, zrywa z nim. Czuje się odpowiedzialna za jego chorobę. Chłopak decyduje się jednak na usunięcie części żuchwy, aby uratować swoje życie.
Dell robi badanie USG dziecku Violet. Podczas badania jest obecny Pete. Okazuje się, że Violet spodziewa się chłopca.
Cooper zastaje Charlotte malującą paznokcie Violet. Jest zaskoczony, że obie kobiety potrafią się dobrze razem bawić.
Addison postanawia jednak dalej prowadzić ciążę Morgan. Przyznaje się Noah, że też jest w nim zakochana, ale nie mogą być razem.

### Muzyka
- „Whatta Man” – Salt N Peppa
- „Magic Girl” – Sleepy Rebels
- „Created A Monster” – B.O.B.
- „City Lights” – Katie Costello
- „Little Miss Pipedream” – The Wombats

## „Do the Right Thing”
- Premiera (USA): 26 marca 2009
- Reżyseria: Eric Stoltz
- Scenariusz: Craig Turk
- Gościnnie wystąpili: Josh Hopkins (Noah Barnes), Amanda Detmer (Morgan Gellman)
- Oficjalny polski tytuł: „Właściwe postępowanie”

### Streszczenie
Addison składa lekarską wizytę w domu Morgan. Kobieta ma skurcze, ale jest za wcześnie na poród. Addison jedzie z Morgan do szpitala, gdzie wykonuje zabieg zaszycia szyjki macicy. Kobieta podczas pobytu w szpitalu dostaje zatoru tętnicy płucnej. Noah reanimuje swoją żonę. Za wszystko wini Montgomery, w której się zakochał i nie zauważył pogarszającego się stanu swojej żony.
Sam jest wezwany przez Duncana do sądu, jako biegły lekarz. Podczas rozprawy zostaje zmiażdżony pytaniami przez adwokata strony oskarżającej. Naomi stara się pocieszyć Sama po powrocie z sądu i uświadamia mu, że musi jeszcze raz zeznawać w sądzie.
Matka 12-letniej Sarah prosi Coopera o wyznaczenie terminu wizyty jej córki u ginekologa. Kobieta chce, aby jej córka zażywała tabletki antykoncepcyjne. Naomi bada nastolatkę i okazuje się, że jest ona w ciąży. Yvonne chce, aby córka poddała się aborcji, jednak Sarah chce urodzić dziecko.
Ben, pacjent Pete’a, chce, aby lekarz umówił się na randkę z jego mamą, Lisą. Peter korzysta z okazji przy kolejnej wizycie chłopca i spełnia jego prośbę (umawia się z Lisą). Ben dostaje ostrego ataku alergii. Peter podaje mu szybko adrenalinę, aby uratować życie chłopcu.
Dell przychodzi spóźniony do pracy. Nic sobie z tego nie robi, ani nie stara się wytłumaczyć Naomi powodu swojego spóźnienia.
Sam odkrywa, że Allen popełnił błąd lekarski, podając pacjentowi aspirynę, na którą był uczulony, co doprowadziło do jego śmierci. Lekarz prosi Benetta, aby nie ujawniał prawdy o podmianie kart w książeczce zdrowia pacjenta. Sam, zeznając kolejny raz w sądzie, wyznaje prawdę.
Charlotte przyznaje się Violet, że przespała się z Archerem. Cooper jej to wybaczył. Turner wyznaje jej, że jest strasznie zazdrosna o Pete’a.
Noah po rozmowie z Addison przychodzi na zabieg Morgan. Naomi umawia się na randkę z Duncanem. Sam radzi Dellowi, aby wziął się w garść.
Niespodziewanie do domu Montgomery puka Noah. Mężczyzna całuje namiętnie Addison w progu jej domu. Lekarka nie chce popełnić błędu i przerywa pocałunek. Zamyka drzwi przed samym nosem Noah.

### Muzyka
- „It’s Your Thing” – The Isley Brothers
- „Just Like Heaven” – The Watson Twins
- „I Don’t Live In A Dream” – Jackie Greene

## „What You Do for Love”
- Premiera (USA): 24 kwietnia 2009
- Reżyseria: Tom Verica.
- Scenariusz: Ayama A. Floyd
- Gościnnie wystąpili: Josh Hopkins (Noah Barnes), Idina Menzel (Lisa), Brian Benben (Sheldon Wallace).
- Oficjalny polski tytuł: „Czego się nie robi dla miłości”

### Streszczenie
Addison przyjmuje ciężarną pacjentkę, która ma poważną wadę serca, co może zagrażać życiu jej i dziecka. Kobietą opiekuje się pielęgniarz Malcolm, brat Philipa, męża ciężarnej. Pacjentka trafia do szpitala, gdzie jej sercem ma się zająć Noah. Addison dalej czuje coś do niego, lecz jest zła z powodu pocałunku. Naomi dostaje propozycję nowej pracy i opuszczenia swojej kliniki. Sam zajmuje się Donną, nauczycielką, którą zdradza mąż. Pete nadal spotyka się z matką swojego pacjenta. Cooper leczy chłopaka z ostrą alergią. Okazuje się, że sypia on ze swoją nauczycielką – pacjentką Sama. Problem w tym, że chłopak jest niepełnoletni. Dell jest przybity wyjazdem córki i dziwnie się zachowuje. Sheldon konsultuje się z Violet w sprawie swojej pacjentki. Zaraz po tym, jak dowiedziano się, że pacjentka Addison i Noaha wymaga przeszczepu serca, znajdują się organy, pochodzące od Philipa. Addison podejrzewa, że to Malcolm go zabił, ponieważ podkochuje się w swojej bratowej. Pete zrywa z matką pacjenta. Sheldon oświadcza się Violet.

### Muzyka
- „I’ll Be Around” – The Spinners
- „Carry The Weight” – Denison Witmer
- „When She’s Near” – Fiction Family

## „Yours, Mine & Ours”
- Premiera (USA): 30 kwietnia 2009
- Reżyseria:
- Scenariusz:
- Gościnnie wystąpili: Josh Hopkins (Noah Barnes), Amanda Detmer (Morgan Gellman), Amanda Foreman (Katie Kent), Brian Benben (Sheldon).
- Oficjalny polski tytuł: „Twoje, moje i nasze”

### Streszczenie
Naomi nie wie, czy przyjąć ofertę pracy Williama, która wiązałaby się z odejściem z własnej kliniki.
Violet wywołuje fałszywy alarm, że rodzi. Charlotte denerwuje się, że jej szef rozmawia ze wszystkimi oprócz niej.
Naomi wszczepiła niewłaściwe embriony dwóm pacjentkom. Jedna z nich, Zoe, jest nosicielką genu beta talasemii. Została zapłodniona in-vitro embrionem Amelii, która nosi dziecko Zoe. Naomi uważa, że embriony pomylił Dell podczas zabiegu. Ostatnio był on nieodpowiedzialny i rozkojarzony. Teraz przez niego Naomi może stracić uprawnienia do wykonywania zawodu. Lekarka informuje obie pacjentki o pomyleniu embrionów. Zoe chce usunąć ciążę i spróbować jeszcze raz zapłodnienia. W gorszej sytuacji jest Amelia, gdyż Naomi użyła ostatniego nasienia jej zmarłego męża.
Po zabiegu usunięcia klamry z macicy, Morgan posądza Addison o romans z jej mężem.
Pete podejrzewa, że jego pacjentka Katie nie zażywa leków. Kobieta dziwnie się zachowuje: ma euforyczny nastrój, chociaż niedawno straciła dziecko. Podczas wizyty u psychologa, kobieta zaczyna głaskać brzuch Violet.
Noah chce powiedzieć Morgan, że chce odejść od niej. Wyznaje kolejny raz Addison, że jest w niej zakochany. Pete oświadcza się Violet. Dla niego nie jest ważne, kto jest ojcem jej dziecka, ponieważ i tak ją kocha. Violet jednak odrzuca oświadczyny.
Adwokat Duncan radzi Addison, aby zwolniła Della. Naomi nie chce się zgodzić na wyrzucenie go z pracy, gdyż jest on jak rodzina. Zostaje jedynie zawieszony na pewien czas.
Morgan przychodzi do Addison przeprosić ją za posądzenie, że sypia z jej mężem. Nieoczekiwanie do kliniki przychodzi Noah, który chce wyznać prawdę Morgan. Addison uważa, że nie jest to najlepszy moment.
Amelia postanawia utrzymać ciążę aż do rozwiązania. Nie chce słyszeć o innych możliwościach.
Naomi mówi Addison o posadzie szefa Pacific WellCare, którą zaproponował jej William.
Heather wraca do Los Angeles. Kobieta znowu wróciła do brania narkotyków. Stawia ultimatum Dellowi, że jeśli chce swoją córkę z powrotem, to musi zapłacić jej matce 10 tysięcy dolarów.
Violet przychodzi do gabinetu Pete’a. Wyznaje mu, że uszczęśliwia ją i jest w nim zakochana. Pete w odpowiedzi całuje ją namiętnie. Kobieta chce powiedzieć Sheldonowi, że wybrała Pete’a. Najpierw jednak chce iść do domu trochę się przespać.
Dell przyznaje się Naomi do błędu z zamienionymi embrionami. Sam podczas kłótni z Naomi mówi, że nadal ją kocha.
Violet otwiera drzwi swojego domu, a Katie, jej pacjentka, podaje jej środek paraliżujący. Kobieta uważa, że Turner ma jej dziecko. Chce wykonać cesarskie cięcie, by zabrać dziecko.
Addison przychodzi do Noah powiedzieć mu, że ich związek nie będzie miał sensu. Noah kolejny raz wyznaje miłość Addison. Oboje namiętnie się całują. W najbardziej nieoczekiwanym momencie dzwoni pager, że Morgan zaczyna rodzić. Addison nie może odebrać porodu żony Noaha. Prosi więc Della, aby to zrobił za nią.
Zoe postanawia nie usuwać ciąży, a później oddać dziecko Amelii, która nosi jej dziecko. Sam daje pieniądze Dellowi, aby odzyskał swoją córkę.
Heather przyprowadza Betsy do Della, który nie daje jej żadnych pieniędzy.
Sam prosi Naomi, aby nie przyjmowała posady szefa Pacific WellCare. Lekarka jednak przyjmuje ofertę pracy od Williama. Sam nie chce zaakceptować decyzji Naomi.
Zrozpaczona Charlotte dzwoni do Coopera, że została zwolniona przez Williama. Katie zaczyna nacinać brzuch Violet.

### Muzyka
- „Birdhouse In Your Soul” – They Might Be Giants
- „Monte” – Zee Avi
- „Breathless” – Miranda Lee Richards
- „Angeles” – Elliott Smith
- „Say Hello” – Rosie Thomas